# Linckia guildingi
A Linckia guildingi a tengericsillagok (Asteroidea) osztályának Valvatida rendjébe, ezen belül az Ophidiasteridae családjába tartozó faj.

## Előfordulása

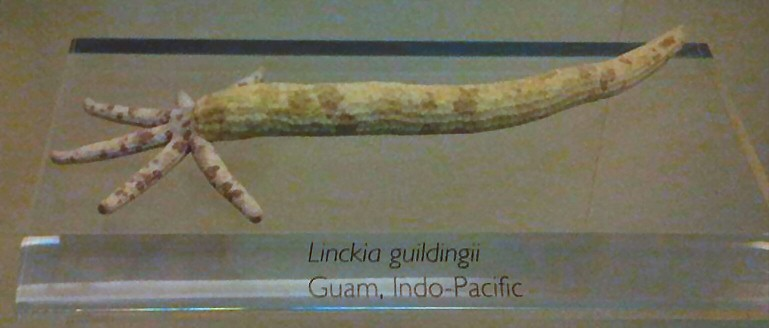
Linckia guildingi a londoni Természettudományi Múzeumban

A Linckia guildingi előfordulási területe az Atlanti-óceánban a Karib-térségtől Brazília déli részéig tart. A Kanári- és a Madeira-szigetek vizeiben is jelen van. Az Indiai-óceánban főleg nyugaton fordul elő, a Vörös-tenger és Madagaszkár között. A legnyugatibb állománya a Csendes-óceánban levő Palau környékén található meg.

## Életmódja
Kizárólag a tengervízben él.
A Stellicola flexilis, Stellicola novaecaledoniae, Stellicola pollex és Stellicola caeruleus nevű evezőlábú rákok élősködnek ezen a tengericsillagfajon.